# Río Aracto
El río Aracto o Aretón (griego, Άραχθος) es un río en el este de Epiro en Grecia que fluye desde los montes Pindo y comienza en la zona al sureste de Metsovo en la prefectura de Ioánina cerca de la prefectura de Trikala y atraviesa numerosos pueblos incluyendo Elliniko. Entra en la prefectura de Arta y en el pantano de Aracto, que tiene alrededor de 20 km² y evita las inundaciones de la ciudad y dota de reservas de agua a la mayor parte de Epiro. La ciudad de Peta está cerca de la presa, al sureste. La ciudad de Arta, la mayor de la cuenca, se halla a unos ocho kilómetros al sur de la presa y cuenta con el puente de Arta, de piedra, que cruza el río. Este corre luego por una pequeña llanura y hacia una zona de pradera y marismas, rodeado por granjas, y finalmente desemboca en el golfo de Ambracia en Kommeno, al sur de Arta.